# Gammel Holeby
Gammel Holeby i Holeby Sogn, Fuglse Herred på Lolland er en tidligere landsby, der senere voksede sammen med Holeby Stationsby til nutidens Holeby.
Gammel Holeby lå der, hvor datidens landevej fra Nysted nåede landevejen mellem Maribo og Rødby. Holeby var en forholdsvis stor landsby med i 1682 20 gårde med jord, 1 hus med jord og 16 huse uden jord. Det dyrkede areal udgjorde 637,0 tdr. land, skyldsat til 133,96 tdr htk.; dyrkningsformen var trevangsbrug. Byen bestod af to bydele, Nørre Holeby omkring kirken og Sønder Holeby
Holeby omtale første gang 1449 under navnet Horeby. Forleddet er et gammelt ord for sump, der ikke kendes i nordisk men fra oldsaksisk (horu), og byen lå da også på lavt terræn.
I årene 1796-1799 blev landsbyen stjerneudskiftet.
Holeby fik en skole i 1818.